# 娜塔莉亞·羅蒙絲
娜塔莉亞·諾拉·羅蒙絲·科恩（西班牙語：Nathalia Norah Ramos Cohen；1992年7月3日—），簡稱娜塔莉亞·羅蒙絲（Nathalia Ramos），是一位美國女演員，她最被最眾人所熟知的是電影是2007年的《校園小天后》中Yasmin的角色。

## 生平
羅蒙絲出生於西班牙馬德里，她的母親是來自澳大利亞的猶太人，父親叫胡安·卡洛斯·拉莫斯巴克羅，是西班牙人，為一名流行音樂歌唱家。羅蒙絲兩歲時搬到澳大利亞墨爾本，四歲時移居到邁阿密。
2016年6月2日，羅蒙絲正式成為美國公民。

## 作品列表
- 2007年《校園小天后》Bratz: The Movie
- 2011-2012年 《阿努比斯公寓》House of Anubis
- 2014年《闇魔怨》Gallows Hill

## 外部連結
- 娜塔莉亞·羅蒙絲在互联网电影资料库（IMDb）上的資料（英文）
- 娜塔莉亞·羅蒙絲的X（前Twitter）
- 娜塔莉亞·羅蒙絲的Instagram帳戶